# ماركوس برونر
ماركوس برونر (بالإيطالية: Markus Brunner)‏ هو لاعب هوكي الجليد إيطالي، ولد في 18 مايو 1973 في ميرانو في إيطاليا.

## وصلات خارجية
- ماركوس برونر على موقع EliteProspects.com (الإنجليزية)
- ماركوس برونر على موقع HockeyDB.com (الإنجليزية)
- ماركوس برونر على موقع أوليمبيديا (الإنجليزية)